# Bochan
Bochan (ros. Бохан) – osiedle w Rosji, w obwodzie irkuckim, ośrodek administracyjny rejonu bochańskiego. W 2010 liczyło 5169 mieszkańców.